# Монтегат (Луїзіана)
Монтегат (англ. Montegut) — переписна місцевість (CDP) в США, в окрузі Террбонн штату Луїзіана. Населення — 1465 осіб (2020).

## Географія
Монтегат розташований за координатами 29°26′18″ пн. ш. 90°33′57″ зх. д. / 29.43833° пн. ш. 90.56583° зх. д. (29.438250, -90.565800).  За даними Бюро перепису населення США в 2010 році переписна місцевість мала площу 11,68 км², з яких 10,86 км² — суходіл та 0,82 км² — водойми.

## Демографія
Згідно з переписом 2010 року, у переписній місцевості мешкало 1540 осіб у 531 домогосподарстві у складі 407 родин. Густота населення становила 132 особи/км².  Було 619 помешкань (53/км²).
Расовий склад населення:
| - 86,6 % — білих - 9,1 % — корінних американців - 1,0 % — чорних або афроамериканців - 0,4 % — азіатів - 1,0 % — осіб інших рас |

До двох чи більше рас належало 1,8 %. Частка іспаномовних становила 0,9 % від усіх жителів.
За віковим діапазоном населення розподілялося таким чином: 26,5 % — особи молодші 18 років, 62,3 % — особи у віці 18—64 років, 11,2 % — особи у віці 65 років та старші. Медіана віку мешканця становила 37,5 року. На 100 осіб жіночої статі у переписній місцевості припадало 100,8 чоловіків;  на 100 жінок у віці від 18 років та старших — 101,1 чоловіків також старших 18 років.
Середній дохід на одне домашнє господарство  становив 42 562 долари США (медіана — 37 348), а середній дохід на одну сім'ю — 48 391 долар (медіана — 45 833). Медіана доходів становила 31 350 доларів для чоловіків та 26 075 доларів для жінок. За межею бідності перебувало 32,1 % осіб, у тому числі 47,8 % дітей у віці до 18 років та 15,3 % осіб у віці 65 років та старших.
Цивільне працевлаштоване населення становило 499 осіб. Основні галузі зайнятості: виробництво — 21,4 %, освіта, охорона здоров'я та соціальна допомога — 16,0 %, сільське господарство, лісництво, риболовля — 11,4 %, роздрібна торгівля — 10,0 %.